# Gioacchino Conti
Gioacchino Conti, detto il Gizziello (Arpino, 28 febbraio 1714 – Roma, 25 ottobre 1761), è stato un famoso cantante lirico castrato italiano.

## Biografia
Dopo aver studiato a Napoli con Domenico Gizzi (o Egizzio), dal quale derivò anche il soprannome di "Gizziello" (o Egizziello) con cui è passato alla storia, esordì giovanissimo a Roma agli inizi degli anni '30, anche se le fonti non concordano sui particolari. Secondo alcune enciclopedie moderne il debutto in palcoscenico ebbe luogo nel 1730 nell'Artaserse di Leonardo Vinci, e si arriva anche, da parte di taluno, ad indicare il giorno preciso, 4 febbraio, ed il luogo, Teatro delle Dame, corrispondenti a quelli della prima assoluta di tale opera. In effetti, però, il nome del cantante non figura nell'elenco degli interpreti riportato dal libretto originale ed egli potrebbe quindi solo aver sostituito un altro artista in una successiva ripresa dell'opera. Appare del resto molto più verosimile quanto raccontato da fonti ottocentesche italiane e francesi, e cioè che, dopo essere stato in qualche modo introdotto dal suo maestro nell'ambiente musicale romano nel 1730, Gizziello facesse il suo effettivo esordio teatrale l'anno successivo in riprese della Didone abbandonata e dell'Artaserse di Vinci.  È a questo momento che andrebbe fatto risalire il colorito aneddoto, ripetutamente narrato, sull'omaggio che gli sarebbe stato reso da un altro grande castrato allora già sulla breccia, il Caffarelli. Secondo l'aneddoto, questi, evidentemente consapevole delle possibilità di Conti, si sarebbe precipitato in incognito da Napoli a cavallo per ascoltare il suo debutto e, preso dall'entusiasmo dopo l'esecuzione della sua aria principale, gli avrebbe gridato: "Bravo, bravissimo Gizziello, è Caffariello che te lo dice!" Certo è comunque che dall'inizio del 1732 Conti entrò a far parte della compagnia del Teatro San Bartolomeo di Napoli, inizialmente sostituendo in tutta fretta, ne La Salustia di Pergolesi, l'anziana stella del mondo dei castrati, Nicolò Grimaldi, detto "Nicolino", il quale era deceduto improvvisamente il 1º gennaio, a pochi giorni dalla prima. Nello stesso 1732 interpretò diverse prime edizioni di altre opere serie, tra cui l'Issipile di Hasse, nonché le riprese del Catone in Utica e dell'Artaserse di Vinci, quest'ultimo nella stagione di carnevale del 1733.
I grandi successi della sua carriera successiva lo portarono attraverso tutta Italia, ed anche all'estero. Innanzitutto fu a Londra, su scrittura da parte di Händel, con il quale sviluppò un proficuo rapporto di collaborazione e del quale interpretò molte opere prime come l'Atalanta (1736), il Giustino (1737), la Berenice (1737) e l'Arminio (1737), e anche una ripresa dell'Ariodante (1736). Dopo essersi recato nel decennio successivo una prima volta a Lisbona, nel 1743, e poi a Madrid, nel 1749, negli anni 1752-1755 tornò nella capitale portoghese dove aveva ottenuto un lucrosissimo contratto grazie alla ferma determinazione del nuovo re Giuseppe I di averlo al suo servizio. A Lisbona interpretò opere di David Perez e di Antonio Maria Mazzoni, e lì fu sorpreso, nel 1755, dal terribile terremoto che semidistrusse la città. Secondo Burney tale fu l'impressione ricevuta che il cantante decise di ritirarsi in convento concludendo così la sua carriera (seguito peraltro, almeno inizialmente, da Gaetano Guadagni, suo secondo nella compagnia di canto, il quale era ansioso di far tesoro dei suoi preziosi insegnamenti). In effetti, nel 1758 risulta certamente a Roma, sia pure con gravi problemi di salute nell'espletamento della sua attività teatrale: secondo la Grande Enciclopedia della Lirica si ritirò dalle scene l'anno successivo e trascorse nella capitale pontificia gli ultimi due anni della sua vita.
In Italia aveva eseguito, nel corso della sua carriera, numerosissime prime interpretazioni, anche per i più grandi e famosi musicisti dell'epoca, tra cui Baldassare Galuppi (Adriano in Siria, 1740, Lucio Papirio 1751) e Niccolò Jommelli (Cajo Mario, 1746, Demetrio 1749), oltre ai già citati Johann Adolf Hasse (Demetrio, 1747), e Leonardo Leo (La clemenza di Tito 1735, Ciro riconosciuto, 1739, Achille in Sciro, 1740).

## Caratteristiche artistiche
Sopranista molto acuto per l'epoca (è l'unico castrato cui Händel fa toccare, e ripetutamente, il do5), non fu particolarmente favorevole all'abuso della coloratura e preferì valorizzare l'espressione e l'interpretazione scorrevole e piana, restando noto come cantante sentimentale e soave, ma conservando anche, ovviamente, una condizione di assoluta eccellenza sul piano del virtuosismo, seppur non acrobatico come quello, ad esempio, del contemporaneo e amico Farinelli.